# Carl Schiøtz
Carl Frederik Schiøtz (Roskilde, 6 décembre 1878 – Hellerup, 1er avril 1957) est un architecte danois. Il est le père du grand chanteur danois Aksel Schiøtz.
Carl Schiøtz était connu pour son opposition au modernisme des formes architecturales en forme de boîte.